# آپر استیوارتزویل (نیوجرسی)
آپر استیوارتزویل (به انگلیسی: Upper Stewartsville) یک منطقهٔ مسکونی در ایالات متحده آمریکا است که در گرینویچ، نیوجرسی واقع شده‌است. آپر استیوارتزویل ۰٫۱۸۲ کیلومتر مربع مساحت و ۲۱۲ نفر جمعیت دارد و ۱۲۷ متر بالاتر از سطح دریا واقع شده‌است.